# 국제난문화센타
국제난문화재단은 난(蘭) 산업 발전에 적극적인 노력을 추진하여 국내 난 재배 농가를 지원․육성하고, 국제 난 산업의 연구를 통해 우수 재배기술을 국내 농가에 보급 발전시켜 한국난 산업의 성장에 기여하며, 난 산업 개발의 한 부분을 담당함으로써 국내 화훼 경제발전에 기여하고, 국제 교류를 통한 우수 난 재배방법을 연구․교육하여 난 관계인 상호간의 복리 증진 도모를 목적으로 2010년 8월 27일 설립허가된 대한민국 농림축산식품부 소관의 재단법인이다. 사무실은 경기도 용인시 처인구 낙은로 94-5 (역북동)에 있다.